# Basaluzzo
Basaluzzo (Basaruss  [bazaˈrys] in piemontese) è un comune italiano di 2 010 abitanti della provincia di Alessandria, in Piemonte.
È situato al margine della pianura alessandrina, alle porte di Novi Ligure, a circa 20 chilometri a sud dal capoluogo di provincia, lungo la SP155 che collega le città di Novi Ligure e Ovada.
 Basaluzzo, in passato prevalentemente agricolo, sta assumendo le dimensioni di un centro industriale. Sorge in un'area appena ondulata, sulla destra del torrente Lemme, in prossimità della sua confluenza nell'Orba, sui pendii nord-occidentali che separano le valli dei torrenti Lemme e Scrivia.

## Origini del nome
Il nome del paese, probabilmente deriva da Basiligutia, ad indicare nei pressi l'esistenza di una basilica. Secondo altri, il nome andrebbe ricondotto a Bis lucum, "tra i boschi".

## Storia
Menzionato in un diploma risalente al 981, con il quale l'imperatore Ottone II lo concedeva in feudo al monastero di San Salvatore di Pavia. Appare ancora citata in altri due documenti: uno del 1000 e un altro del 1002, firmati da Ottone III e da Arduino d'Ivrea, con i quali si conferma la precedente cessione.
Nel 1249 Basaluzzo venne acquistato dal comune di Alessandria. Per un lungo periodo di tempo passò sotto il dominio del Ducato di Milano. Nel 1634 Basaluzzo venne infeudato ad Agapito Grillo Duca di Mondragone. Nel 1653 fu occupato dagli spagnoli. Nel 1706 entrò a far parte dei domini sabaudi.
 Nel 1799 fu teatro di uno scontro sanguinoso tra i francesi capitanati dal generale Jean Victor Marie Moreau e gli austro-russi del comandante Aleksandr Vasil'evič Suvorov.

### Simboli
Lo stemma è stato riconosciuto con decreto del Capo del Governo del 14 luglio 1937 ed è uno scudo partito: nel primo di rosso, al monaco nell'atto di benedire; nel secondo d'azzurro, al rovere sradicato.
Il gonfalone, concesso con DPR del 7 marzo 2001, è un drappo partito di azzurro e di rosso.

## Monumenti e luoghi d'interesse

### Architetture religiose
- Chiesa parrocchiale di Sant'Andrea, risalente al XV secolo, in stile romanico-gotico.
- Oratorio di Sant'Antonio Abate e relativa area verde circostante

### Architetture militari
- Castello di Clarefuentes, dalla massiccia torre.

## Società

### Evoluzione demografica
Abitanti censiti

## Cultura

### Eventi
- Cena campagnola, 14 e 15 agosto, per festeggiare San Gioacchino (17 agosto), patrono del paese.

## Economia
Economia prevalentemente agricola, con coltivazioni di frumento, mais e vite, mentre la produzione del foraggio favorisce l'allevamento del bestiame. Agli inizi degli anni '90 è stata avviata una forte industrializzazione che ha dato vita ad impianti per la produzione del saccarosio, di piastrelle e altri prodotti del settore edile. Successivamente sono state create aziende di costruzioni meccaniche, oreficeria, lavorazione dell'alluminio e del vetro; infine impianti per la depurazione delle acque. Curiosamente, pur essendo lontano dal mare, a Basaluzzo ha sede la Lloyd Sardegna, una compagnia di navigazione marittima.

## Infrastrutture e trasporti

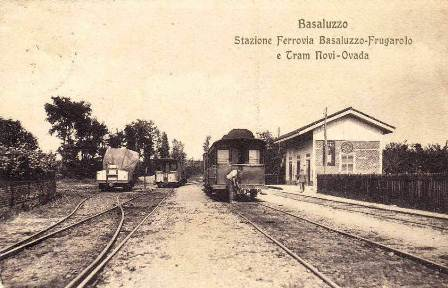
Stazione ferrotranviaria FVO in una cartolina d'epoca

Basaluzzo è servita da corse dell'autolinea 63 Alessandria - Bosco Marengo - Novi esercita dalla società ARFEA.
Come tradito dalla presenza del toponimo "Via della stazione", in passato la città è stata sede di un impianto ferroviario. Esso rappresentava località di diramazione fra la ferrovia Frugarolo - Basaluzzo e la tranvia Novi Ligure - Ovada, entrambe esercite dalla Ferrovia della Valle d'Orba (FVO). La prima fu soppressa nel 1948, mentre le corse Ovada - Novi cessarono nel 1953.

## Amministrazione
Di seguito è presentata una tabella relativa alle amministrazioni che si sono succedute in questo comune.
| Periodo        | Periodo        | Primo cittadino     | Partito                            | Carica  | Note  |
| -------------- | -------------- | ------------------- | ---------------------------------- | ------- | ----- |
| 17 giugno 1985 | 25 maggio 1990 | Remo Luigi Bollano  | Partito Socialista Italiano        | Sindaco | [ 8 ] |
| 25 maggio 1990 | 24 aprile 1995 | Remo Luigi Bollano  | Partito Socialista Italiano        | Sindaco | [ 8 ] |
| 24 aprile 1995 | 14 giugno 1999 | Gianfranco Ludovici | centro-sinistra                    | Sindaco | [ 8 ] |
| 14 giugno 1999 | 14 giugno 2004 | Gianfranco Ludovici | lista civica                       | Sindaco | [ 8 ] |
| 14 giugno 2004 | 8 giugno 2009  | Remo Luigi Bollano  | lista civica                       | Sindaco | [ 8 ] |
| 8 giugno 2009  | 26 maggio 2014 | Gianfranco Ludovici | lista civica                       | Sindaco | [ 8 ] |
| 26 maggio 2014 | 27 maggio 2019 | Gianfranco Ludovici | lista civica Insieme per Basaluzzo | Sindaco | [ 8 ] |
| 27 maggio 2019 | 9 giugno 2024  | Gianfranco Ludovici | lista civica Insieme per Basaluzzo | Sindaco | [ 8 ] |
| 9 giugno 2024  | in carica      | Gianfranco Ludovici | lista civica Insieme per Basaluzzo | Sindaco | [ 8 ] |

## Galleria d'immagini

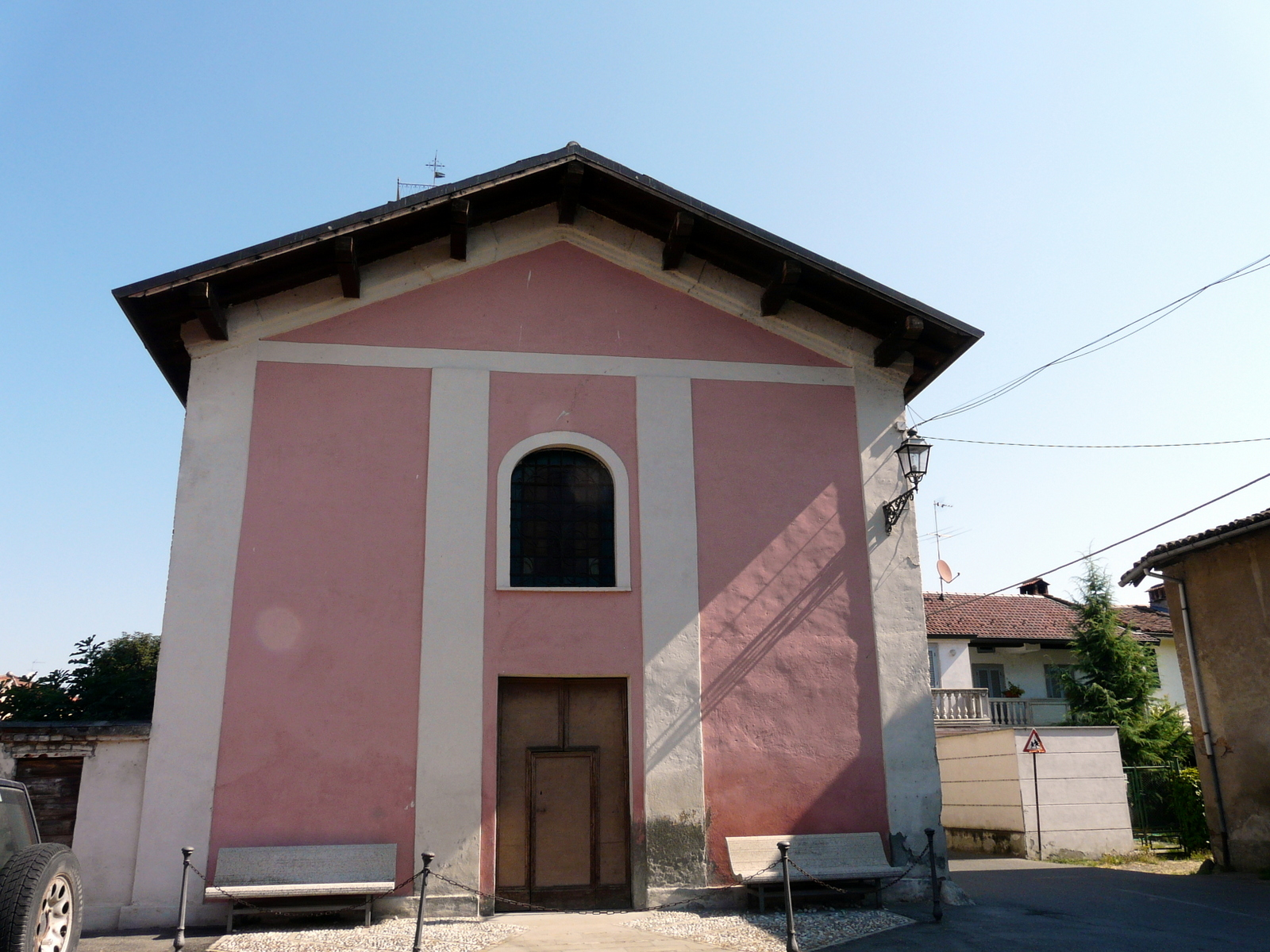
L'oratorio di Sant'Antonio abate
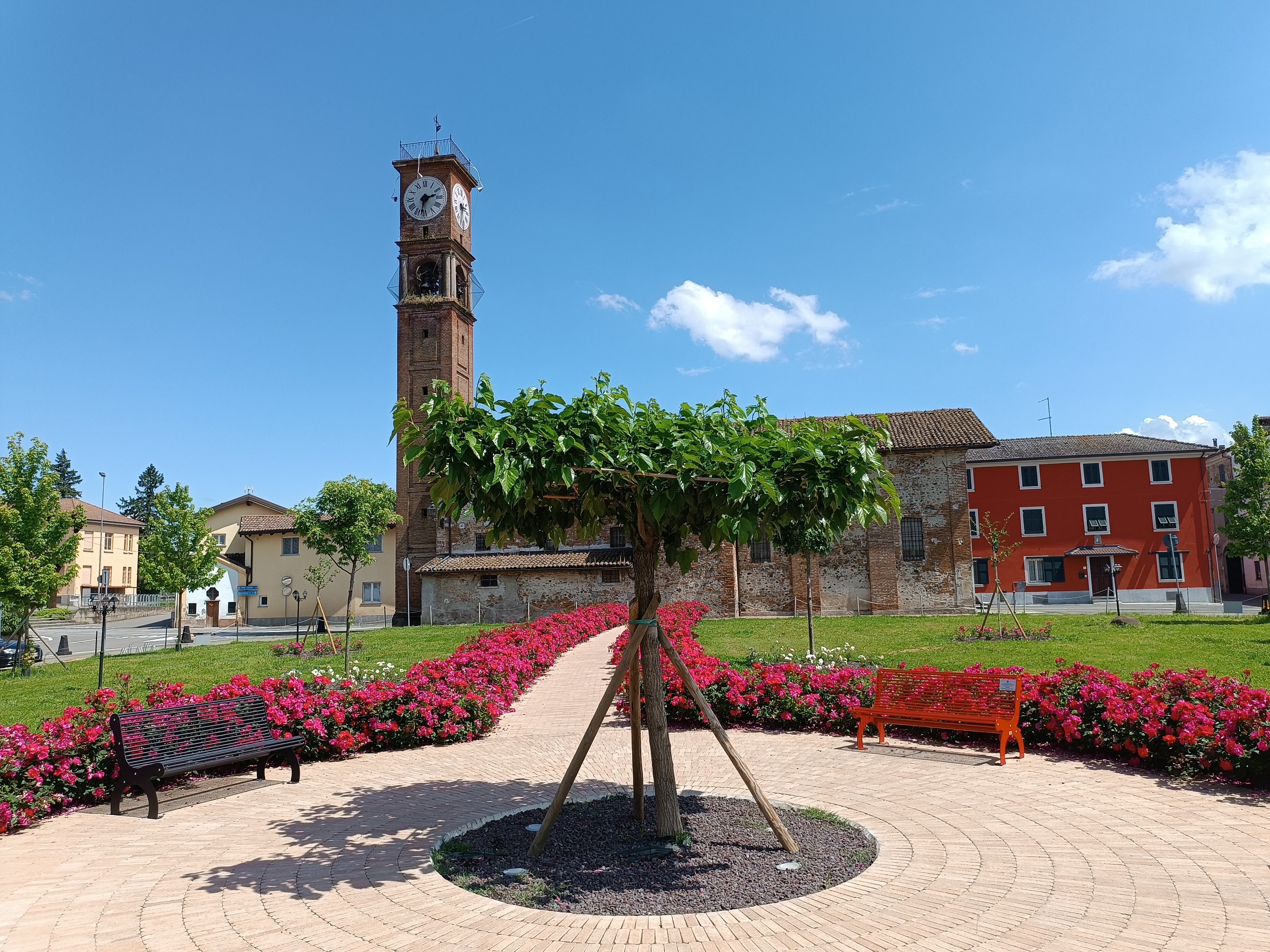
Area verde circostante l'Oratorio di Sant'Antonio abate
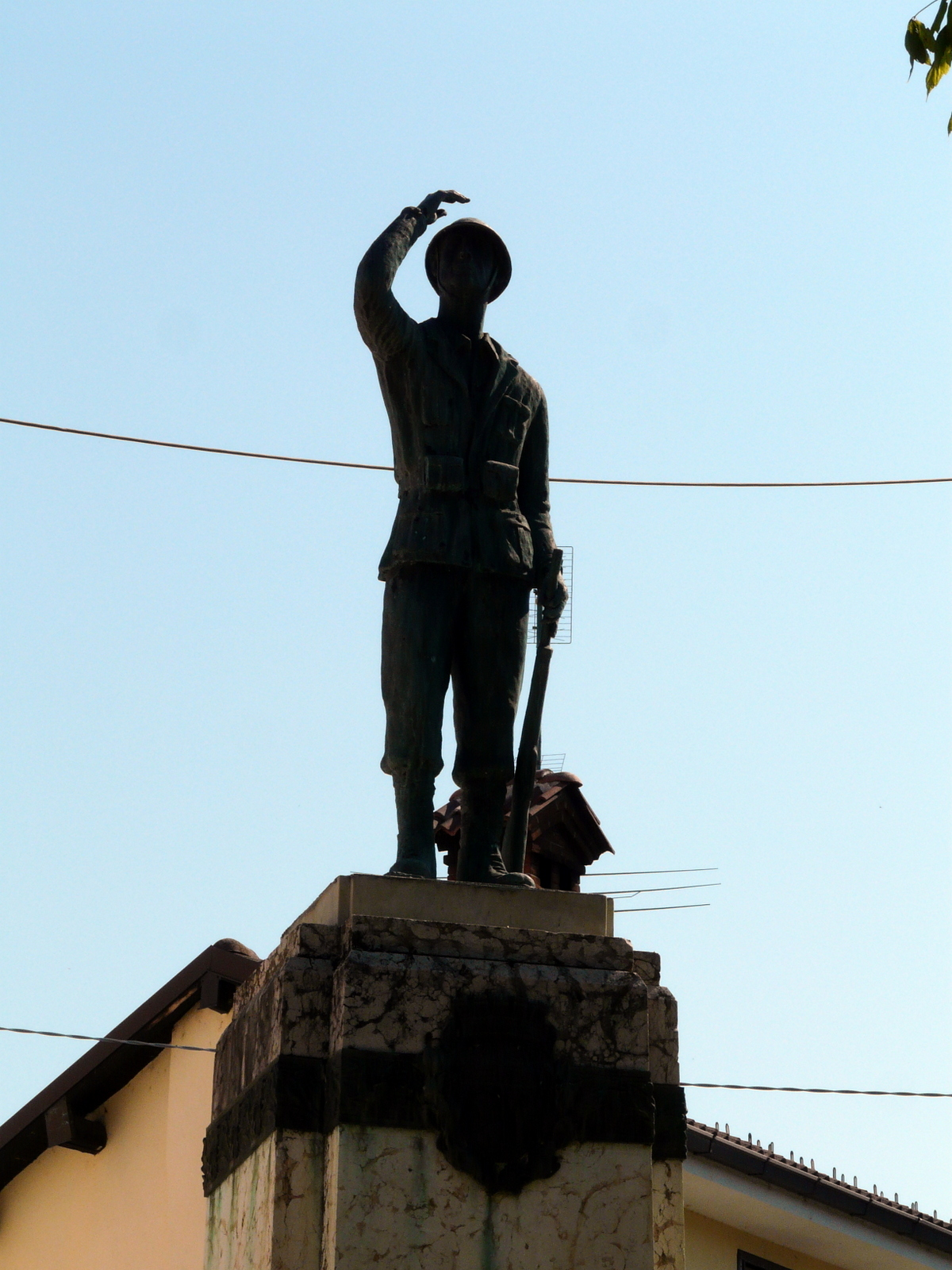
Il momunento ai caduti di Basaluzzo
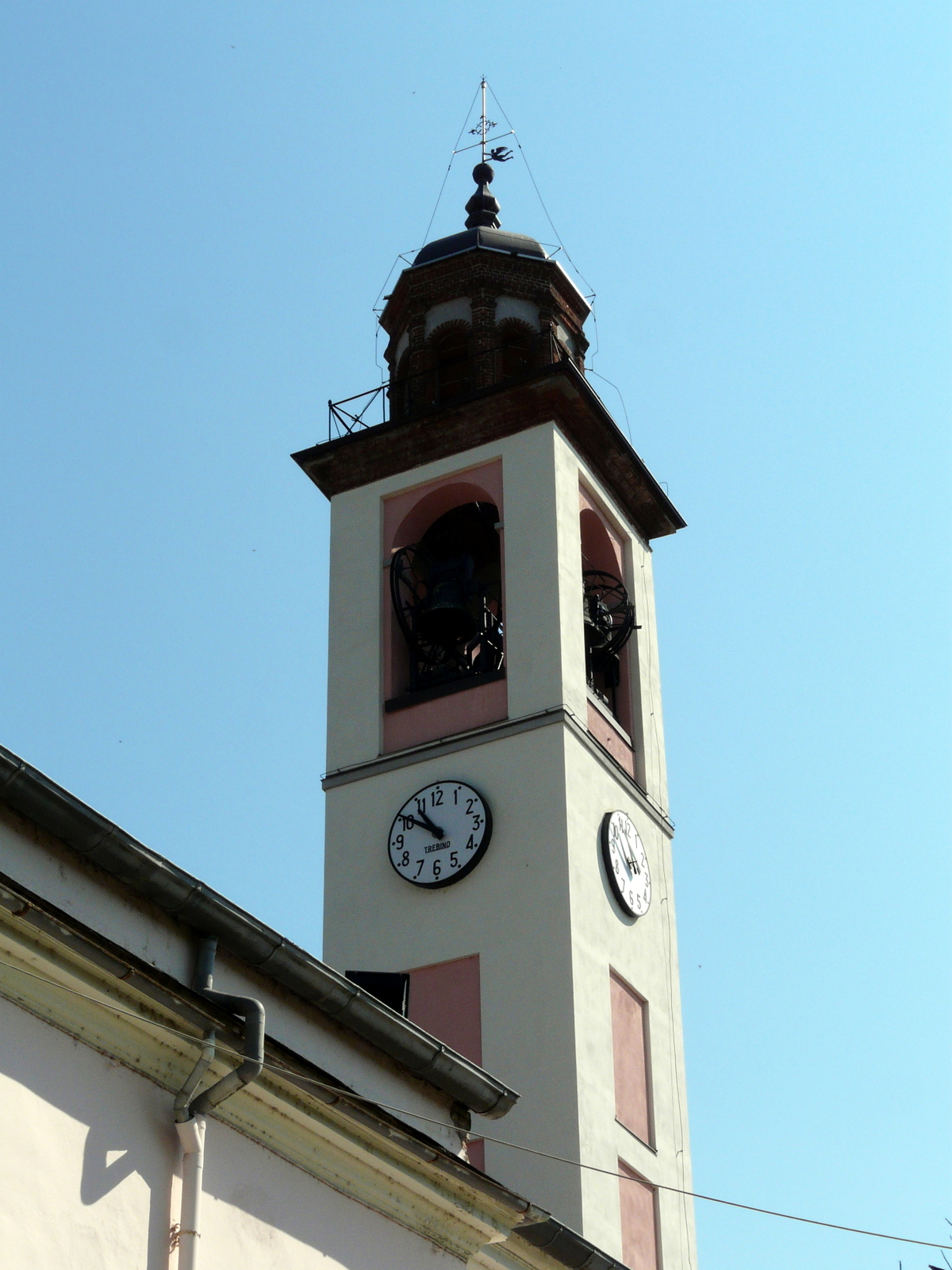
Il campanile della chiesa di Sant'Andrea
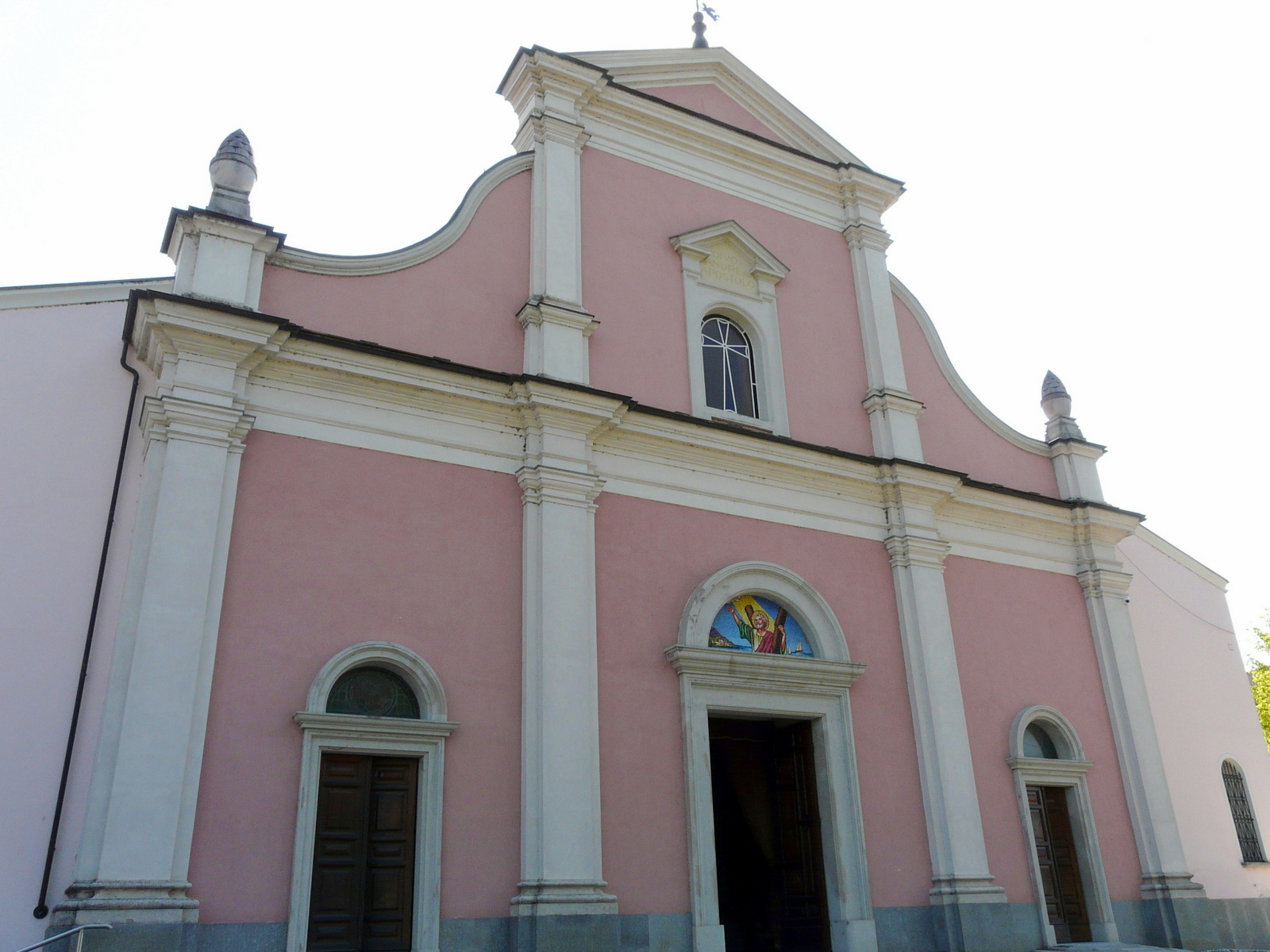
Facciata della chiesa di Sant'Andrea
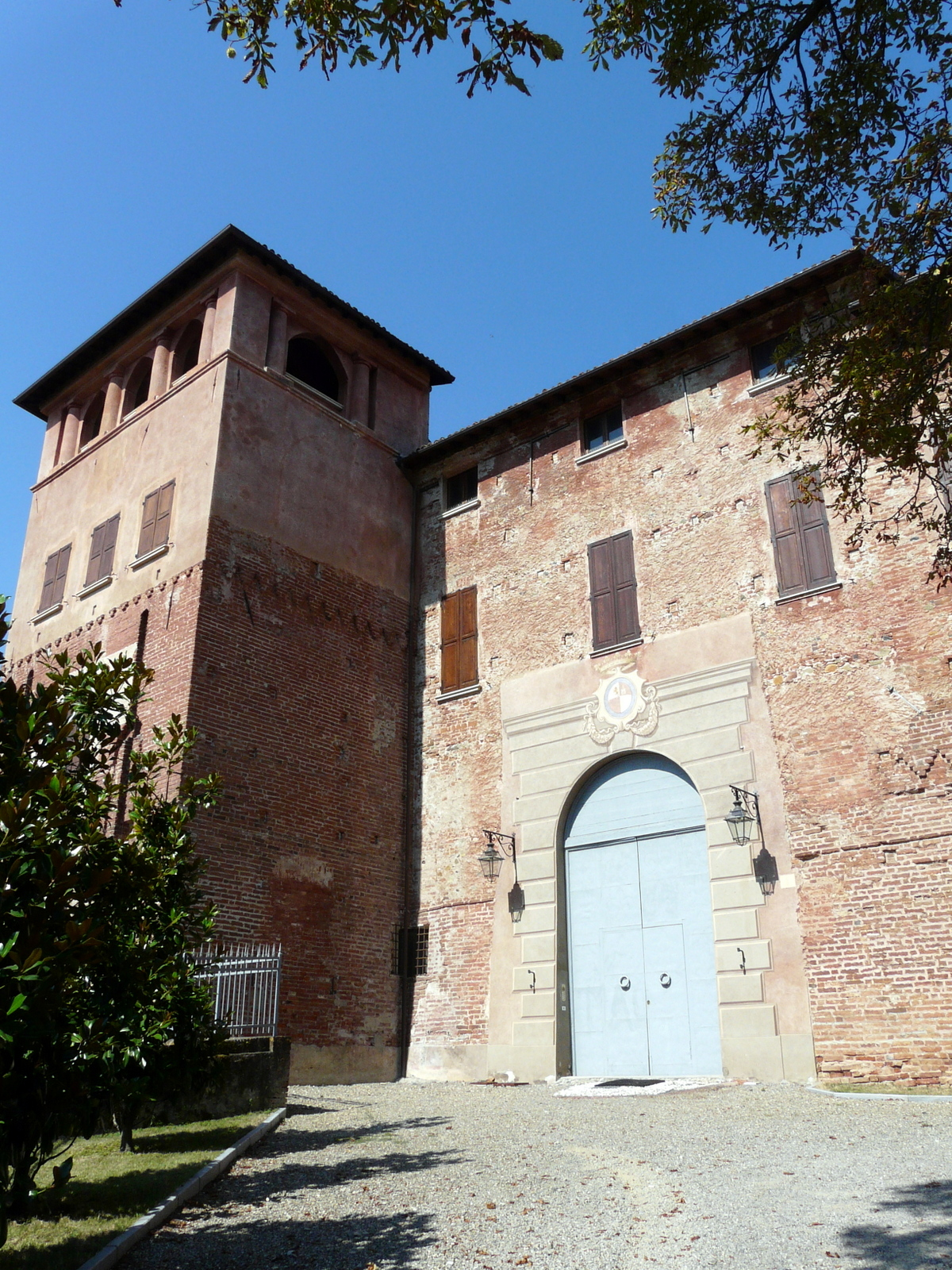
Castello di Basaluzzo
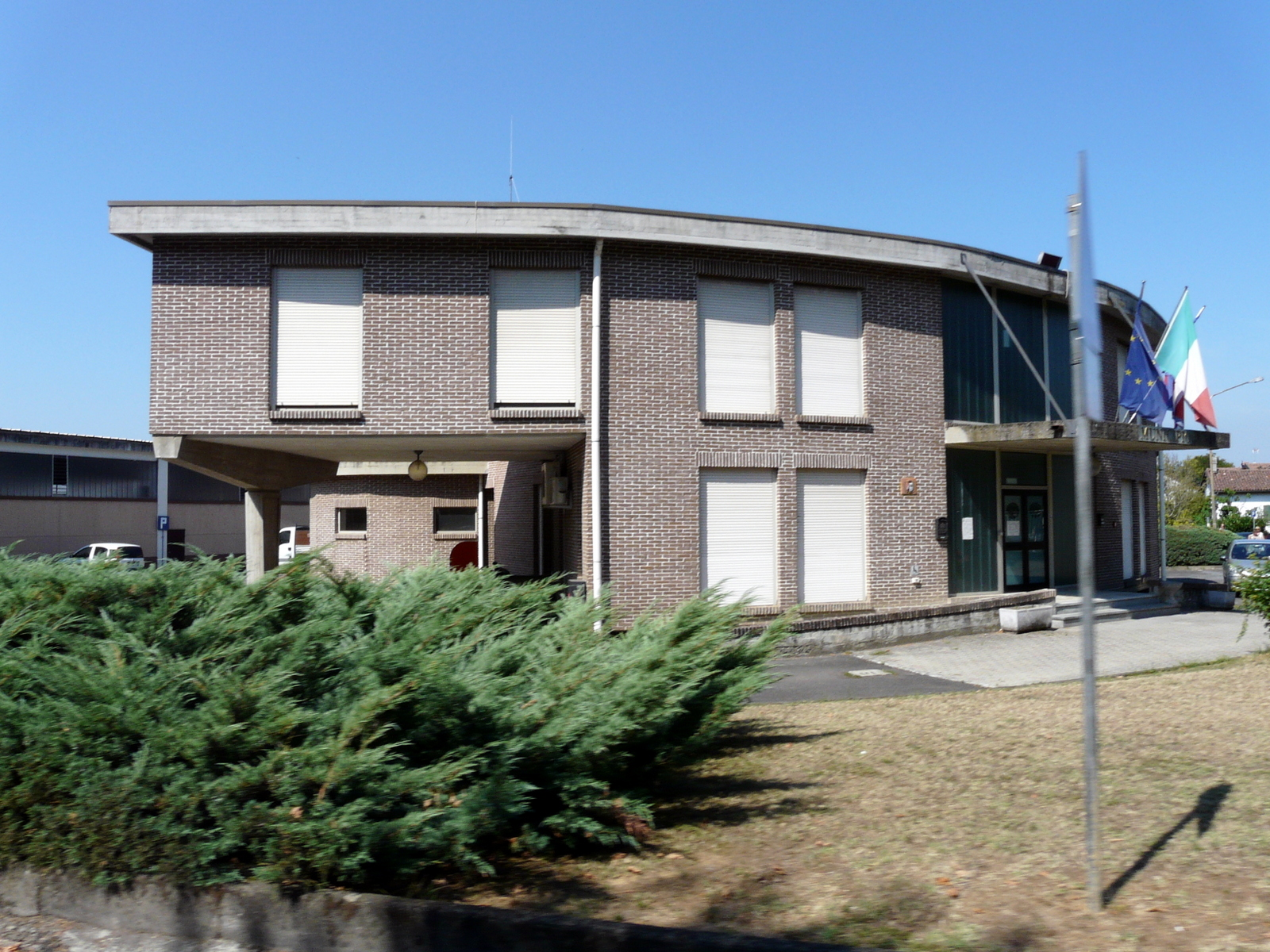
Municipio